# Montecillos (Guerrero)
Montecillos es una localidad del estado mexicano de Guerrero. Es parte del municipio de Cuajinicuilapa.

## Demografía
| Gráfica de evolución demográfica |
|                                  |

| Censo | Población |
| ----- | --------- |
| 1930  | 183       |
| 1940  | 173       |
| 1950  | 186       |
| 1960  | 273       |
| 1970  | 699       |
| 1980  | 857       |
| 1990  | 880       |
| 2000  | 893       |
| 2010  | 1 011     |
| 2020  | 1 058     |